# ファイアスノーの風
『ファイアスノーの風』（ファイアスノーのかぜ）は、松根英明（現:杉根英朋）による日本の漫画作品。

## 概要
『週刊少年ジャンプ』（集英社）にて、1993年13号より24号まで連載されたファンタジー漫画。全11話、単行本は全1巻。1990年上半期に『光のアルシャーネ』で第39回手塚賞準入選となり以後も剣士を題材とするファンタジー短編を描いていた著者の最初の連載作品であり、単行本は短編集「疾風のジーク」に続く2冊目にあたる。それまで発表された短編作品と同様、著者の念願であったという、強力な技を持つ剣士と少女の冒険物語である。題名の「ファイアスノー」とは、単行本カバー見開きに書かれた著者自身の弁によると、主人公・ゼノの「赤」とヒロイン・シーナの「白」を、自然物である「火」と「雪」に例えたものだという。

## あらすじ
ある日、川へ洗濯に来た少女・シーナは、上流で小便をする無神経な男と出会う。赤いマントを羽織り、白いガムルを連れたその男・ゼノは、謎の一団に襲われた瀕死の男から、死に際に1本の剣の破壊を託された。「死者との約束は命をかけても果たす」ことを信条とする彼は、しかし自ら折ることのできなかった剣を鍛冶屋へ持ち込み、そこの娘であるシーナと再会した。ゼノの持ち込んだ剣はシーナの義父・ワグナーの鍛冶技術でも処分できず、善後策を考えようとした矢先に爆弾が投げ込まれ、間一髪脱出した彼らは、剣を狙い、それに関わった者全ての抹殺を図る一団に取り囲まれた。40人以上もの賊を獣のような戦いぶりで撃退したゼノだったが、先の爆発で致命傷を負ったワグナーから、娘を安全な場所まで連れて行って欲しいという「死者との約束」を請け負い、シーナとの旅が始まった。
伝説の魔人が遺したとされる「ファラムーンの遺産」の鍵となる剣を探す男・ホークは、その剣が「赤い野獣」の名で知られる剣士・ゼノの手に渡ったことを知り、自ら出陣することを決意する。一方、充分でなかった旅支度を整えるためゼノと共に町に立ち寄ったシーナは、ゼノとの会話から、最初は警戒し嫌っていた彼に対する理解を深めていった。
やがて森の中で野宿していたゼノたちは、不意に現われた裸の女に斬られ、洪水に飲まれてしまう。それは、彼らを追ってきたホークの愛人・シュラが魔法で見せた幻覚だったが、それすら自力で解いたゼノは、襲ってきた賊を切り伏せ、部下に紛れていたホークと剣を交えたのだった。ホークは「疾風術」を心得た「魔剣士」で、かつてゼノの友・バロを斬り幼かったゼノ自身を魔物の森へ突き落とした男であり、その敵討ちがゼノの旅の本来の目的だったのだ。ゼノは、遠くから斬撃を放つホークに苦戦しながらも、彼を討つことに成功した。しかし、実はホークは「ファラムーンの剣」を狙う組織の一人に過ぎず、その剣の秘密とはゼノの想像を越えるものであり、バロもまたその秘密を知ったが故に殺された事実をホークから聞いたゼノは、旅の目的が完遂されてはいないことを知った。
港町に着いたゼノは、シーナに船で大陸へと渡り身分を変えて追っ手から身を隠すように言い、自分は再び目的を果たす旅をするべく、彼女に別れを告げる。しかしシーナは、再びゼノと会える予感を胸に、船へ乗り込み旅立つのだった。

## 登場人物
ゼノ
このマンガの主人公。赤いマントを羽織り白いガムルを連れた強力な剣士として知られ、「赤い野獣のゼノ」と呼ばれている。自己中心的かつ無愛想で無神経に見えるが、実は正直で義理堅い性格で、死者との約束は必ず果たすことを信条としている。剣の技術はすさまじく、剣術や武術の型にはまらないが故に予測できない攻撃を素早く繰り出し、複数の敵を一度に斬り捨ててしまう。物語の5年前に唯一の友であったバロをホークに殺され、その敵討ちの旅の途中、瀕死の男から「ファラムーンの剣」という剣を預かり、その秘密を巡る冒険に巻き込まれる。
ミユリスシーナ
このマンガのヒロイン。通称「シーナ」。推定14歳。物語の4年前、捨て子として育った孤児院で推定10歳のとき、ワグナーの許へ引き取られ、彼を父と慕っていた。ゼノと出会って間もなく、彼の持ち込んだ剣を狙う一味によって家を爆破されて義父をも喪い、その遺言に従ってゼノと旅を始めた。最初は彼の無神経さを嫌い、目の前で敵を斬殺する光景を見たせいもあって人殺し呼ばわりして警戒したが、旅を共にするうち、彼の正直さや純粋さといった本質に触れ、好意を寄せる。気丈だが戦闘はできず、旅にも不慣れなごく普通の村娘。色白で服飾も白色を好み、物語後半に設えた旅装も全身が白いもの（ゼノ曰く「白のオンパレード」）で、馬も白馬だった。
アン
白いガムルの子供。雌。強力な炎を吐き、翼で風を操る。物語開始時からゼノと旅をしており、バロの形見の赤いマントと共に、彼を見分ける目印となっていた。当初は固有の名前が無かったが、シーナによって名づけられた。最終章にて、ゼノと別れたシーナの護衛として彼女と共に大陸へと旅立った。
ワグナー
シーナの義父で、ゼノが剣の処分を依頼した鍛冶屋。頭頂部が禿げ上がり、豊かなひげをたくわえた老人。寝たきりの妻を任せるべく孤児院からシーナを引き取り、物語の前年に妻を亡くしてからはシーナと二人で暮らしていた。ゼノの持ち込んだ剣を処分しようとしていたところをホークの部下に襲撃され、爆弾によって致命傷を負い、シーナの身の安全をゼノに託して息を引き取った。
ホーク
離れた間合いから相手を斬ることのできる「疾風術」を使う魔剣士。「ファラムーンの剣」の確保と、その秘密を知る者全ての抹殺を目的とし、名のある剣士・ゼノがその剣を偶然手に入れたことを知り、自ら後を追った。物語の5年前、やはりファラムーンの剣の秘密を知ったバロを追い詰め、幼いゼノを崖下の魔物の森に落とした人物で、ゼノの旅の本来の目的は、彼の殺害であった。死闘の末ゼノに敗れ、彼に剣の秘密と組織の目的を告げて絶命した。
シュラ
ホークの愛人。幻術が使える魔術師。剣の奪還に失敗した部下を怒りに任せて斬ろうとするホークを諌め、後に野宿するゼノたちに幻覚を見せて隙を作ろうとしたが、ゼノには術を破られ、ついには、水晶玉を通した目前で、愛するホークをゼノに斬殺されてしまった。
バロ
ゼノがかつて友人と呼んだ唯一の男。物語の5年前にホークに殺された。

### 世界観・用語
ファラムーン
太古の昔、世界をたった一人で統一した強力な魔人。この世を去るとき、後の世に自らと同様の力を持つ悪の魔人が現われた場合に備え、自分の力と魔力を道具に封印した。ゼノが破壊を託された剣は、それら「秘法」を探す手がかりとなるもので、ホークらの属する組織はその秘法を獲得して世界を支配しようと企んだ。
ガムル
物語世界に生息する獣。四肢とは別に大きな翼、長い首、フリルのある頭部を持つ。人語は話せず、「ケー」（後述の短編では「クエー」）と鳴くのみだが、人の言葉を理解し、飼い主の指示に従うことができる。このマンガにおいてはアンが唯一の登場個体だが、著者による別の短編『光のアルシャーネ外伝 アモンの剣』には、アンとは色の違う、「カガラ」と名づけられたガムルが登場する。

## 単行本
- 松根英明 『ファイアスノーの風』 集英社〈ジャンプコミックス〉、全1巻
  1. 1993年8月9日発行、ISBN 4-08-871470-9